# Жуков Михайло Сергійович
Михайло Сергійович Жуков (рос. Михаил Сергеевич Жуков; 3 січня 1985, м. Ленінград, СРСР) — російський хокеїст, центральний нападник. Виступає за «Спартак» (Москва) у Континентальній хокейній лізі. 
Вихованець хокейної школи СКА (Санкт-Петербург). Виступав за ХК «Арбога», ГВ-71 (Єнчопінг), ХК «Вестерос», «Ак Барс» (Казань), «Спартак» (Москва), «Лада» (Тольятті), «Сєвєрсталь» (Череповець), СКА (Санкт-Петербург), «Витязь» (Чехов), «Авангард» (Омськ).
В чемпіонатах Швеції — 3 матчі (0+0).
Досягнення
- Чемпіон Росії (2006), срібний призер (2007)
- Володар Кубка Гагаріна (2009)
- Володар Кубка європейських чемпіонів (2007)
- Володар Континентального кубка (2008).